# Drosophila choachi
Drosophila choachi är en tvåvingeart som beskrevs av Hunter 1992. Drosophila choachi ingår i släktet Drosophila och familjen daggflugor.
Artens utbredningsområde är Colombia.